# Хоменець Олександра Ігорівна
Олександра Ігорівна Хоменець (нар. 25 березня 2003, Трускавець, Дрогобицький район, Львівська область, Україна) — українська борчиня вільного стилю, членкиня національної збірної України, срібна та бронзова призерка  чемпіонату світу серед дорослих, срібна призерка чемпіонату Європи.

## Спортивні результати на міжнародних змаганнях

### Виступи на чемпіонатах світу
| Змагання                        | Збірна  | Вагова категорія          | Місце  |
| ------------------------------- | ------- | ------------------------- | ------ |
| Чемпіонат світу з боротьби 2021 | Україна | жіноча боротьба, до 55 кг | Бронза |
| Чемпіонат світу з боротьби 2022 | Україна | жіноча боротьба, до 55 кг | Срібло |
| Чемпіонат світу з боротьби 2024 | Україна | жіноча боротьба, до 55 кг | 7      |

### Виступи на чемпіонатах Європи
| Змагання                         | Збірна  | Вагова категорія          | Місце  |
| -------------------------------- | ------- | ------------------------- | ------ |
| Чемпіонат Європи з боротьби 2022 | Україна | жіноча боротьба, до 55 кг | Срібло |
| Чемпіонат Європи з боротьби 2025 | Україна | жіноча боротьба, до 55 кг | Бронза |

### Виступи на інших змаганнях
| Змагання                                     | Збірна  | Вагова категорія          | Місце  |
| -------------------------------------------- | ------- | ------------------------- | ------ |
| Київський Міжнародний турнір з боротьби 2021 | Україна | жіноча боротьба, до 55 кг | Бронза |
| Відкритий чемпіонат Польщі з боротьби 2022   | Україна | жіноча боротьба, до 55 кг | 5      |
| Кубок Валамар 2025                           | Україна | жіноча боротьба, до 55 кг | Золото |
| Турнір Мухамета Мало 2025                    | Україна | жіноча боротьба, до 55 кг | Бронза |

### Виступи на змаганнях молодших вікових груп
| Змагання                                       | Збірна  | Вагова категорія          | Місце  |
| ---------------------------------------------- | ------- | ------------------------- | ------ |
| Чемпіонат світу з боротьби серед кадетів 2019  | Україна | жіноча боротьба, до 53 кг | 8      |
| Чемпіонат Європи з боротьби серед юніорів 2021 | Україна | жіноча боротьба, до 55 кг | Золото |
| Чемпіонат Європи з боротьби серед юніорів 2022 | Україна | жіноча боротьба, до 55 кг | Золото |
| Чемпіонат світу з боротьби серед юніорів 2022  | Україна | жіноча боротьба, до 57 кг | Бронза |
| Чемпіонат світу з боротьби серед молоді 2022   | Україна | жіноча боротьба, до 55 кг | 11     |
| Чемпіонат Європи з боротьби серед молоді 2023  | Україна | жіноча боротьба, до 57 кг | Срібло |
| Чемпіонат світу з боротьби серед молоді 2024   | Україна | жіноча боротьба, до 55 кг | Бронза |